# Sphagnum crispatum
Sphagnum crispatum är en bladmossart som beskrevs av H. Crum 2001. Sphagnum crispatum ingår i släktet vitmossor, och familjen Sphagnaceae. Inga underarter finns listade i Catalogue of Life.